# Victor-François, 8º duque de Broglie
Victor-François Marie Léon, 8º duque de Broglie (París, 25 de marzo de 1949 – Broglie, 12 de febrero de 2012) fue un aristócrata francés y titular del título de ducado de Broglie.
El duque era el hijo mayor del príncipe Jean de Broglie (1921–1976). Accedió el título en 1987, después de la muerte de su primo lejano, el físico y Premio Nobel  Louis, 7º duque de Broglie, sin herederos. El bisabuelo de su padre, Albert, 4º duque de Broglie, era el abuelo de Louis de Broglie, y no había ningún hombre adulto superviviente.
El duque era activo en la política local en el Eure, y ejerció como alcalde del asiento ducal de Broglie. Murió de repente en el castillo de Broglie el 12 de febrero de 2012 (Le Figaro, 14 de febrero de 2012, p. 15). El duque era soltero y sus títulos fueron heredados por su hermano pequeño, también soltero. Así mismo, hay diferentes sobrinos jóvenes, algunos con hijos.